# Битва при Чакабуко
Битва при Чакабуко (исп. Batalla de Chacabuco) — сражение во время войны за независимость Чили, состоявшееся 12 февраля 1817 года. В результате сражения роялисты потерпели поражение и войска патриотов вошли в Сантьяго, главный город генерал-капитанства Чили.

## Предыстория

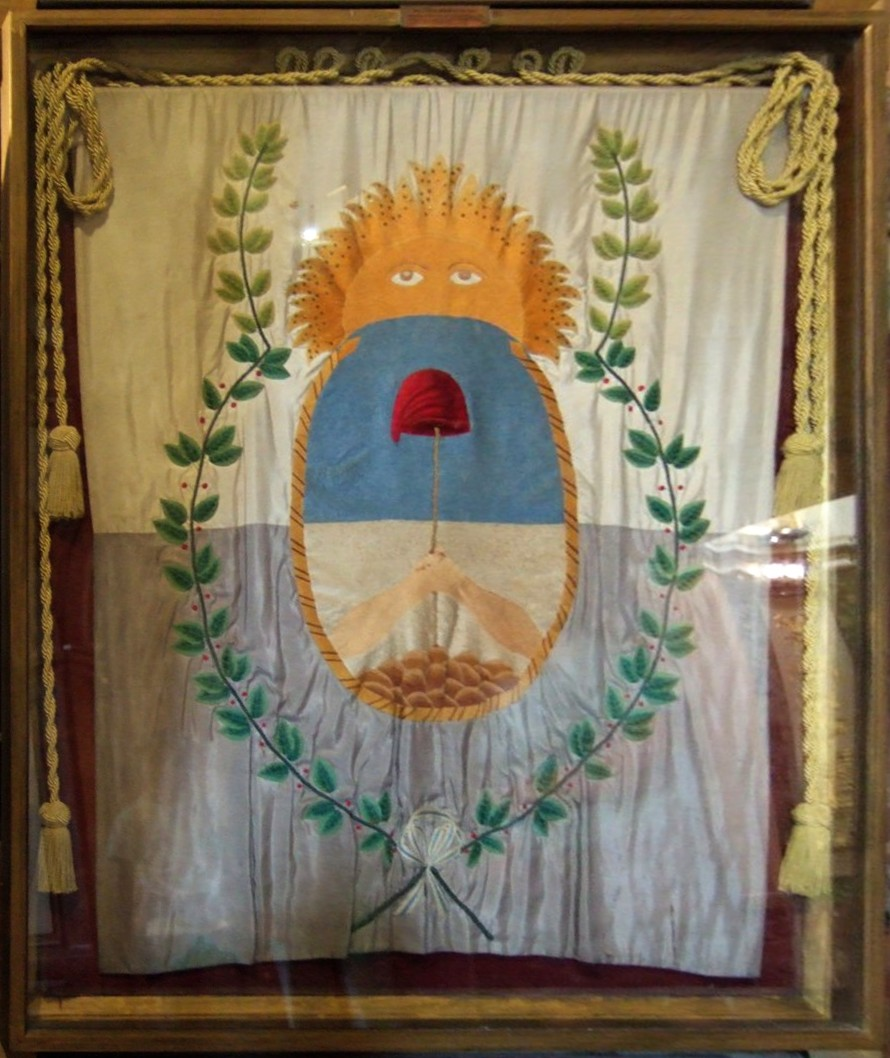
Знамя Андской армии.

После битвы при Ранкагуа 1814 года испанской короне удалось восстановить контроль над Чили. Вожди движения за независимость Бернардо О’Хиггинс и Хосе Мигель Коррера были вынуждены бежать из страны.
На территории Рио-де-ла-Платы, в городе Мендоса, чилийские борцы за независимость, опираясь на поддержку аргентинских патриотов, в первую очередь, Хосе де Сан-Мартина, решили организовать военный поход с целью изгнать роялистов из Чили. Менее чем за два года была создана армия численностью около 6000 человек, 1200 лошадей и 22 орудий. Большинство так называемой Андской армии составляли аргентинцы, остальную часть — чилийцы.
В январе 1817 года Андская армия Хосе де Сан-Мартина двинулась через Анды с целью неожиданного нападения на силы противника. Однако в экстремальных условиях на высоких перевалах Анд войска понесли значительные потери: во время перехода погибла половина лошадей, армия потеряла около трети солдат.
Перейдя через Анды, Сан-Мартин получил информацию об испанских планах от шпиона, бедного крестьянина из Чили, который рассказал ему, что испанский генерал Рафаэль Марото, командир полка Талавера и отряда добровольцев численностью около 2000 человек заблокировал продвижение Сан-Мартина в долине Чакабуко, недалеко от Сантьяго. 
11 февраля, за три дня до запланированной даты атаки, Сан-Мартин созвал военный совет, на котором было принято решение захватить ранчо Чакабуко. Сан-Мартин решил разделить свои 2000 солдат на две части, отправив их по двум дорогам по обе стороны горы. Правый отряд возглавил Мигель Эстанислао Солер, а левый — О’Хиггинс. План состоял в том, чтобы Солер атаковал фланг и тыл противника, чтобы предотвратить его отступление, в то время как О’Хиггинс ударит с фронта. Сан-Мартин ожидал, что оба командира нападут одновременно.

## Сражение
Сан-Мартин отправил свои войска вниз с гор, начиная с полуночи 11-го, чтобы подготовиться к атаке на рассвете. На рассвете его войска оказались гораздо ближе к роялистам, чем предполагалось. Тем временем отряду Солера пришлось спускаться по узкому пути, который оказался длинным и трудным и занял больше времени, чем ожидалось. 
Завязавшаяся перестрелка продолжалась до полудня. Ситуация изменилась для Андской армии, когда Солер обошёл и захватил ключевой артиллерийский пункт роялистов. В этот момент роялисты построили оборонительное каре вокруг ранчо Чакабуко. О'Хиггинс атаковал центр позиции роялистов, в то время как Солер занял позицию позади роялистов, отсекая любую возможность отступления. О'Хиггинс и его люди разгромили войска роялистов. Когда они попытались отступить, люди Солера отрезали их и двинулись к ранчо. На ранчо и вокруг него завязался рукопашный бой, пока все солдаты-роялисты не были убиты или взяты в плен. 
500 солдат-роялистов были убиты и 600 взяты в плен. Андская армия Анд потеряла 132 человек. Легко раненому Марото удалось спастись. Путь к Сантьяго де Чили был теперь свободным, и 14 февраля армия Сан-Мартина вошла в город.